# ZOO (computerspel)
ZOO is een computerspel ontwikkeld door Radarsoft en uitgegeven door Philips. Het spel is geprogrammeerd door Cees Kramer en kwam in 1987 uit voor de MSX 2 computer. Het spel is een Point-and-click adventure. De speler moet een mysterie oplossen in een dierentuin. Het spel is voorzien van diverse humoristische spelelementen. Het spel werd alleen uitgeven in het Nederlands.